# Alambari (kommun)
Alambari är en kommun i Brasilien.   Den ligger i delstaten São Paulo, i den sydöstra delen av landet, 900 km söder om huvudstaden Brasília. Antalet invånare är 4 886.
Följande samhällen finns i Alambari:
- Alambari

Omgivningarna runt Alambari är huvudsakligen savann. Runt Alambari är det ganska glesbefolkat, med 23 invånare per kvadratkilometer.